# Omnia (hudební skupina)
Omnia je neokeltická pohanská folková kapela pocházející z Nizozemska. Jejich hudba je inspirována různými kulturami jak irskou, nizozemskou, britskou či perskou.
Zpívají anglicky, irsky, bretonsky, finsky, německy, nizozemsky, švédsky, latinsky, hindsky či na'vijsky a hrají na mnoho nástrojů jako např. na keltskou harfu, niněru, bodhrán, kytaru nebo na didgeridoo.

## Členové kapely
- Steve "Sic" Evans van der Harten (hlavní zpěv, flétna, fujara, píšťala, buzuki, darbuka, dombek, davul, brumle)
- Jennifer "Jenny" Evans van der Harten (hlavní zpěv, keltská harfa, klavír, niněra, bodhrán, hammered dulcimer)
- Daphyd "Crow" Sens (zpěv, slideridoo, didgeridoo, brumle)
- Rob "Thunder" van Barschot (bubny, perkuse)

## Diskografie

### Studiové alba
- Sine Missione (nahráno roku 1998, vydáno roku 2000)
- Sine Missione II (2002, Emmuty records)
- OMNIA "3" (2003, Zap Prod.)
- Crone of War (2004, Zap Prod.)
- PaganFolk (2006, PaganScum records)
- Alive! (2007 PaganScum records)
- Wolf Love (2010, PaganScum records)
- Musick and Poëtree (2011, PaganScum records
- Earth Warrior (2014)
- Naked Harp (2015) sólo album "Jenny"
- Prayer (2016)
- Reflexions (2018)

### Koncertní alba
- Live Religion (2005, PaganScum records)
- PaganFolk At The Fairy Ball (2008, PaganScum records)
- Live on Earth (2012)

### Kompilace
- Cybershaman (2007, PaganScum records)
- History (2007, PaganScum records)
- World Of Omnia (2009, PaganScum records)

### DVD
- Pagan Folk Lore (2008, PaganScum records) — DVD obsahující rozhovory a představení kapely